# Zápis do školy
Zápis do školy (nebo také zápis k povinné školní docházce) slouží k tomu, aby škola získala evidenci budoucích žáků a aby se rodiče i děti seznámili s prostředím školy. Zápis kromě prvotního seznámení se školou plní ještě několik funkcí — jedná se o legislativní úkon, slouží k diagnostice dítěte ze strany školy a předání informací rodičům. Zápis do školy je významný akt v životě dítěte i celé jeho rodiny.

## Legislativní ukotvení
Zákonný zástupce dítěte je ze zákona povinen dítě přihlásit k zápisu k povinné školní docházce. Má tak učinit v době od 1. dubna do 30. dubna kalendářního roku, v němž má dítě zahájit povinnou školní docházku. Do roku 2017 se zápisy do škol konaly v období od ledna do února. Posun termínu na duben má vést ke snížení počtu odkladů školní docházky. Pokud zákonný zástupce nepřihlásí dítě k zápisu k povinné školní docházce, dopouští se přestupku, za který mu hrozí pokuta až 5000 Kč.

## Odklad školní docházky
Není-li dítě přiměřeně vyspělé a způsobilé pro nástup do školy, může zákonný zástupce dítěte v době zápisu k povinné školní docházce požádat o odklad školní docházky o jeden školní rok. Tato žádost musí obsahovat doporučující posouzení příslušného školského poradenského zařízení.

## Termín a informace o zápisu
Škola zveřejní s dostatečným předstihem a způsobem, který umožňuje dálkový přístup informace k organizaci a průběhu zápisu (hlavně místo a dobu konání zápisu, dále kritéria pro přijímání žáků, jejich počet, popis průběhu zápisu atd.)

## Průběh zápisu
Zapisované dítě se samotného zápisu povinně zúčastnit nemusí. Jejich přítomnost a zapojení do aktivit při zápisu záleží na rodičích (zákonných zástupcích). Každá škola si zápis přizpůsobuje svým podmínkám. Zápis je složen ze dvou částí – formální a motivační. Během formální části se sepisuje vlastní žádost o přijetí dítěte k povinné školní docházce a případně se vyřizují další záležitosti (např. zařazení dítěte do třídy, kde se vyučuje speciální metodou, zájem o školní družinu apod.) Druhá část zápisu je motivační. Většinou v ní probíhá rozhovor pedagogického pracovníka se zapisovaným dítětem, jenž nemá přesáhnout dobu 20 minut. Nejedná se o žádnou zkoušku ani testy školní zralosti (které u zápisů probíhaly v minulosti), ale o rozhovor zaměřený na motivování dítěte pro školní docházku a orientační posouzení jeho školní připravenosti. Pedagogický pracovník má zákonné zástupce během zápisu informovat, jak mohou do zahájení školní docházky pomoci dítěti v dalším rozvoji. Škola může v rámci zápisu připravit další aktivity pro posouzení školní připravenosti. Probíhají často prostřednictvím her a doba jejich trvání je maximálně 60 minut.

## Dokumenty k zápisu
K zápisu je vhodné přinést následující dokumenty:
- rodný list dítěte,
- občanský průkaz rodiče pro doložení trvalého bydliště,
- cestovní pas a povolení k pobytu (týká se pouze cizinců mimo EU),
- rozhodnutí o loňském odkladu povinné školní docházky (týká se pouze dětí s odkladem),
- doporučení pedagogicko-psychologické poradny a odborného lékaře (týká se pouze dětí mladších šesti let, případně dětí, u kterých rodiče žádají odklad).[7]

## Přijetí ke studiu
O přijetí k základnímu vzdělávání rozhoduje ředitel školy. Ředitel je povinen přednostně přijmout žáky s místem trvalého pobytu v příslušném školském obvodu.